# Титовець Олексій Олександрович
Олексій Олександрович Титовець (30 квітня 1978, м. Мінськ, СРСР) — білоруський хокеїст, захисник. 
Виступав за «Юність» (Мінськ), «Керамін» (Мінськ), ХК «Гомель», «Хімволокно» (Могильов), «Металург» (Жлобин), «Шинник» (Бобруйськ), «Компаньйон-Нафтогаз» (Київ).
У складі національної збірної Білорусі провів 8 матчів (0+1).